# Kamerplant

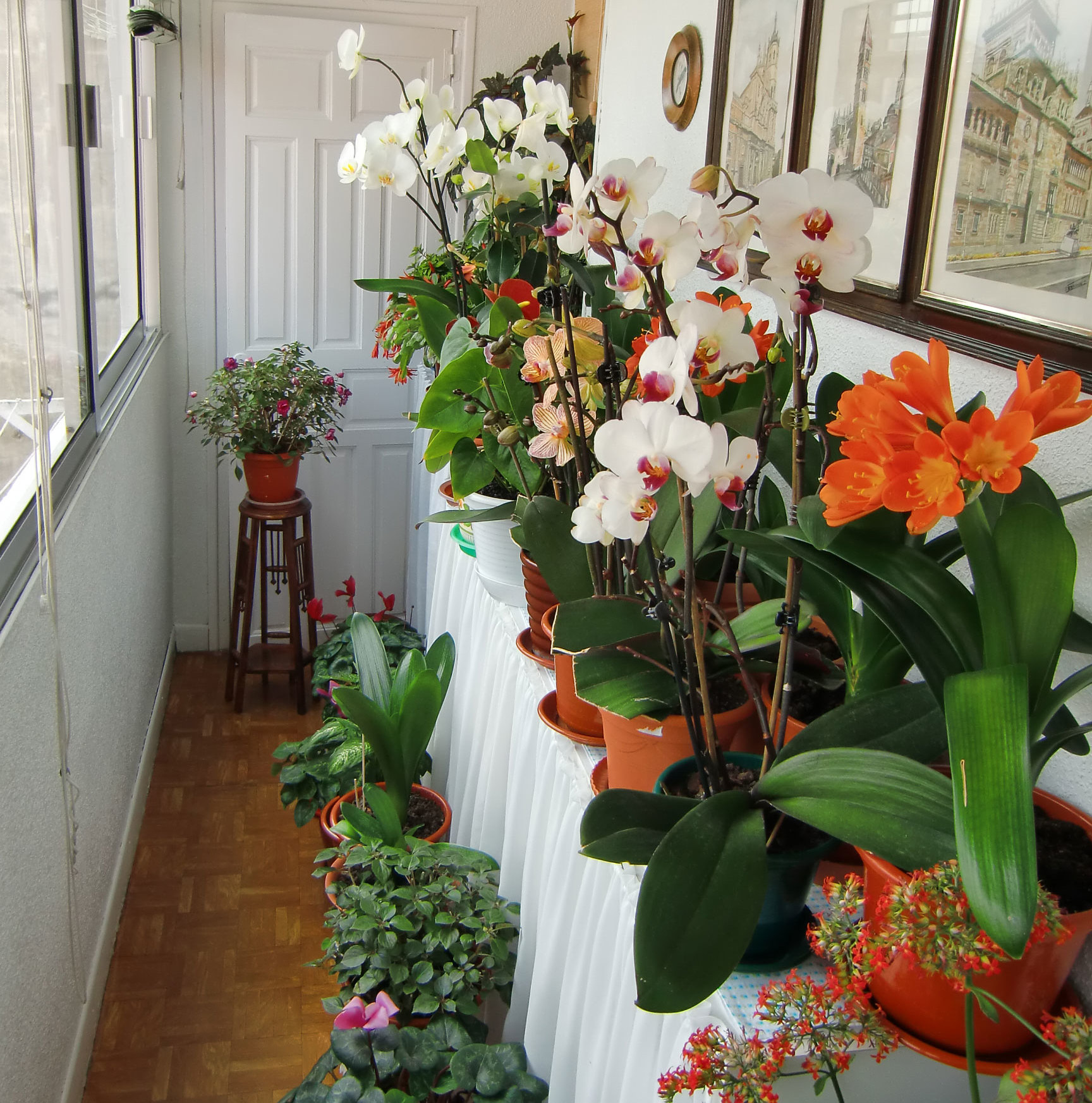
Kamerplanten

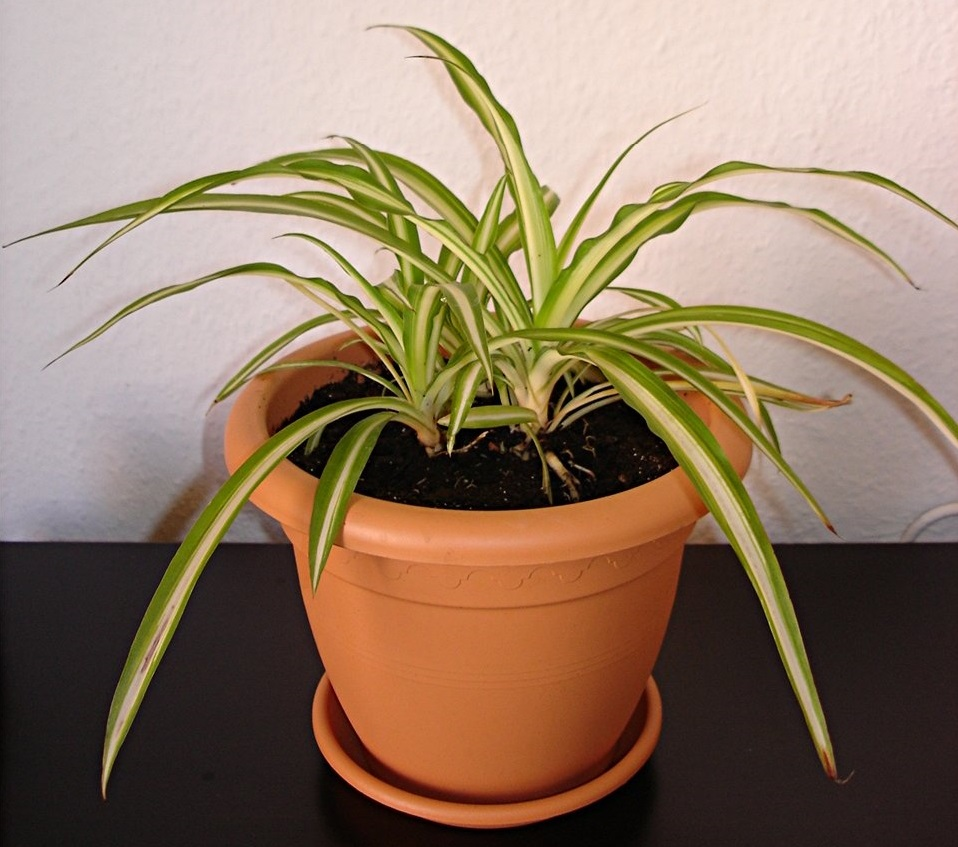
Robuust en gemakkelijk te stekken: Chlorophytum comosum

Een kamerplant is een cultuurplant die binnenshuis ter decoratie - vaak in een bloempot - gehouden wordt.

## Geschiedenis en waardering

### Geschiedenis
Hoewel ten tijde van de Romeinen al planten in potten op terrassen en ook in woningen geplaatst werden, betrof het toen vaak inheemse flora. De typische kamerplanten in Europa verschenen in de Gouden Eeuw, toen de Oost- en Westvaarders exotische planten meenamen die in de toenmalige huizen gedijen konden. In de 19de eeuw werden kamerplanten tot iets vanzelfsprekends in de Nederlandse en de Belgische woninginrichting, waarbij de toenemende grootte van de ramen een positieve invloed had. Uit deze tijd stammen de eerste vakboeken over kamerplanten.
De opkomst van de kamerplanten wordt, net als de opkomst van de volkstuinen, gezien als een manier om platteland en stad meer tot elkaar te brengen, ook voor de minder goed behuisde en bedeelde delen van de stedelijke samenleving. In het begin van de negentiende eeuw waren vooral bloembollen als tulpen en hyacinten populair.
Halverwege die eeuw ging het niet louter meer om de bloemen maar kwam er belangstelling voor varens en palmen. Later volgden cactussen en vetplanten, die hun populariteit te danken zouden hebben aan hun afwijkende uiterlijk die aansloot bij belangstelling voor het pittoreske. Rond 1900 groeide door de verbetering van verwarming en isolatie de belangstelling voor andere planten uit warme streken zoals orchideeën.
De invoering van de centrale verwarming na de Tweede Wereldoorlog zorgde voor een droger klimaat in de huizen, wat voor de keus van de passende planten een belangrijke rol speelde.
Ondertussen ging het niet meer alleen om het overbrengen van planten uit het wild naar een huiselijke omgeving maar ook om het verbeteren van die planten zodat er tal van kweektradities ontstonden.

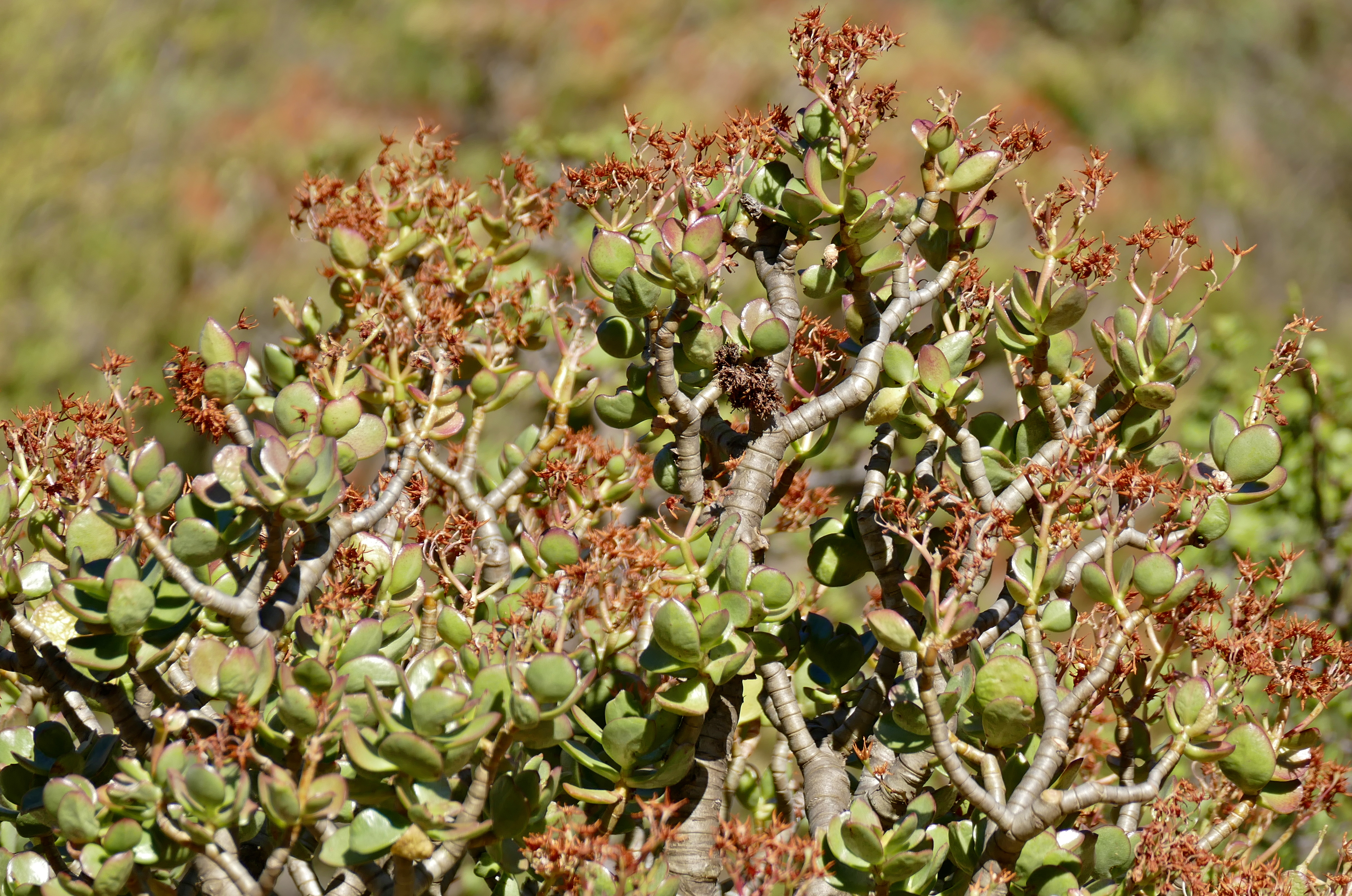
Crassula in het wild (oostelijke Kaapprovincie, Zuid-Afrika)

Veel van de huidige kamerplanten in Nederland en België stammen goeddeels uit landen met een tropisch of mediterraan klimaat en kunnen in de Benelux 's winters niet in de openlucht overleven.

### Waardering, gemak en mode
De kleur en de vorm van kamerplanten, de bladeren en bloemen, worden anno 2020 gewaardeerd als sfeerverhogend. Soms wordt gewezen op de bijdrage van kamerplanten aan de menselijke gezondheid. Daarnaast is gemak een belangrijke factor bij de aanschaf van kamerplanten. De populariteit van een soort is daarbij onderhevig aan de mode. Kamerplanten als parapluplant, gatenplant, sommige cactussen, vrouwentong of sanseveria en sommige orchideeën kenden perioden waarin ze populair waren bij bepaalde groepen plantenliefhebbers.

## Kweek

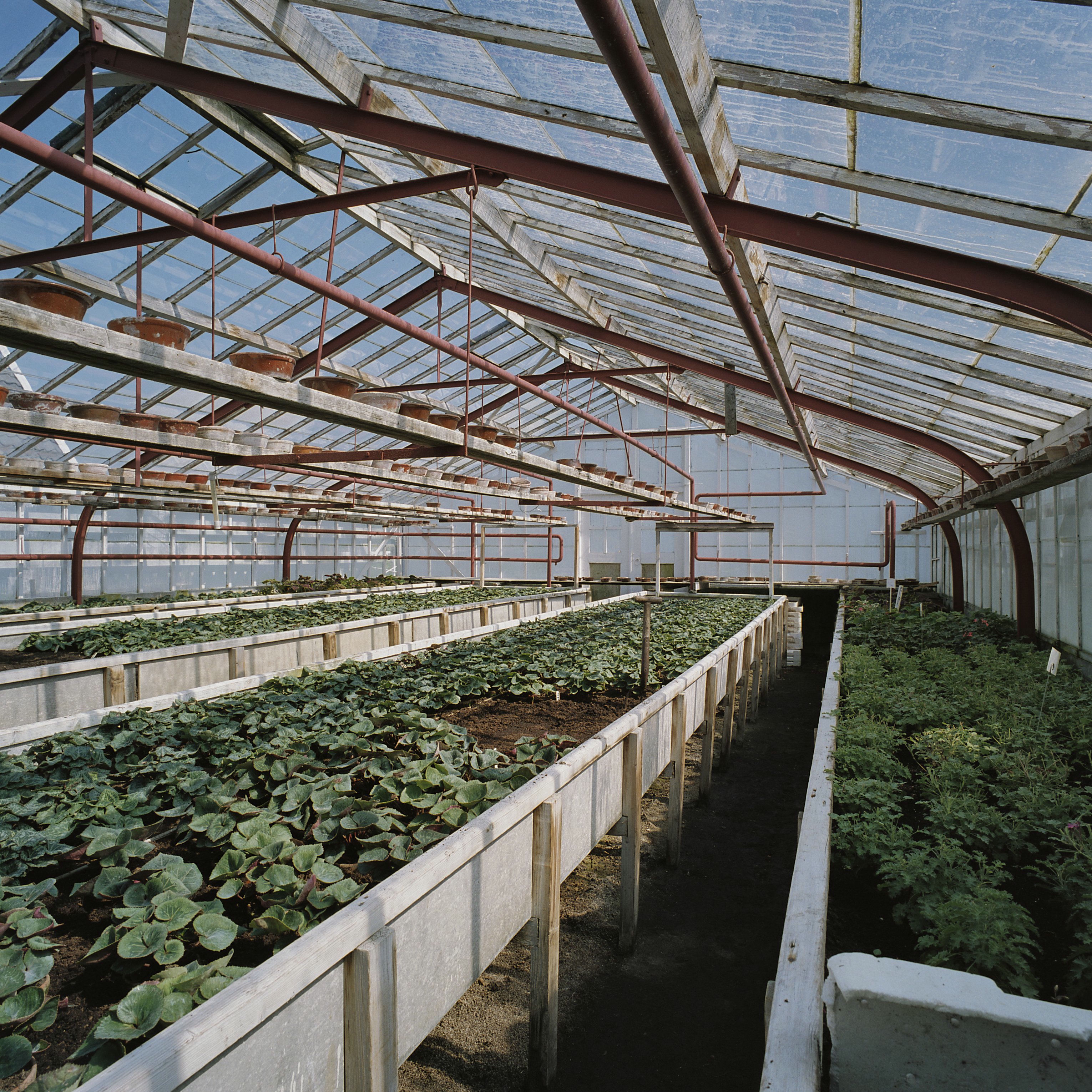
Kwekerij in Aalsmeer

De kweek van kamerplanten is een belangrijk onderdeel van de sierteelt. In gematigde streken is voor de meeste kamerplanten een hogere temperatuur nodig dan buiten heerst, zodat de kweek hier meestal in kassen plaatsvindt. 

### Vermeerdering
Een grootschalige vermeerdering van planten vergt de productie van veel planten met een vaste kwaliteit. Daarom wordt vaak gebruik gemaakt van vegetatieve vermeerdering, zodat de planten in één productiegang klonen van elkaar zijn.

### Kweek van nieuwe cultivars
Zowel wetenschappelijk alsook commercieel wordt in de kweek van kamerplanten voortdurend geprobeerd de genetische eigenschappen aan te passen. Er wordt gebruik gemaakt van meerdere kweektechnieken. Hierbij kunnen nieuwe cultivars ontstaan, die binnen vaste regels een naam kunnen krijgen en volgens het kwekersrecht met een patent beschermd kunnen worden. Relevante eigenschappen die voor aanpassing in aanmerking komen zijn: grootte en kleur van de bloemen, grootte van de plant en bladkleur (vooral variëgatie).

#### Traditionele methodes
Een traditionele kweekwijze is het uitzaaien en het selecteren van afwijkende exemplaren, die op spontane mutaties of op het fenotypisch zichtbaar worden van tot dusver verborgen genetische informatie terug te leiden zijn. Deze methode is in de praktijk vervangen door mutatieinductie, het kunstmatig opwekken van mutaties.
Het kruisen van bestaande variëteiten binnen een soort, met bijvoorbeeld verschillende kleuren, behoort tot de standaardkweekmethoden. Daarnaast heeft het kruisen van soorten binnen hetzelfde geslacht weliswaar minder kans op levensvatbare nakomelingen, maar een groot potentieel voor de genetische variatie. Een kruising tussen geslachten is vrijwel nooit succesvol. De bekendste uitzondering hierop is de "× Fatshedera lizei", die in 1912 in Nantes uit een vingerplant (Fatsia) en een klimop (Hedera) ontstaan is.

#### Mutatieinductie
Om de kans op het optreden van gewenste mutaties te vergroten, bestaan ook chemische en natuurkundige methodes. Door bestraling van zaden, stuifmeel of stekken kan de waarschijnlijkheid op een mutatie met een factor miljoen verhoogd worden. Een vergelijkbare werking heeft het blootstellen aan giftige chemicaliën, zoals N-ethyl-N-nitroso-ureum, aziridine, di-ethylsulfaat, ethidiumbromide en di-epoxybutaan.

## Typen kamerplanten
In de handel worden verschillende typen kamerplanten onderscheiden, vaak ingedeeld op basis van de vorm.

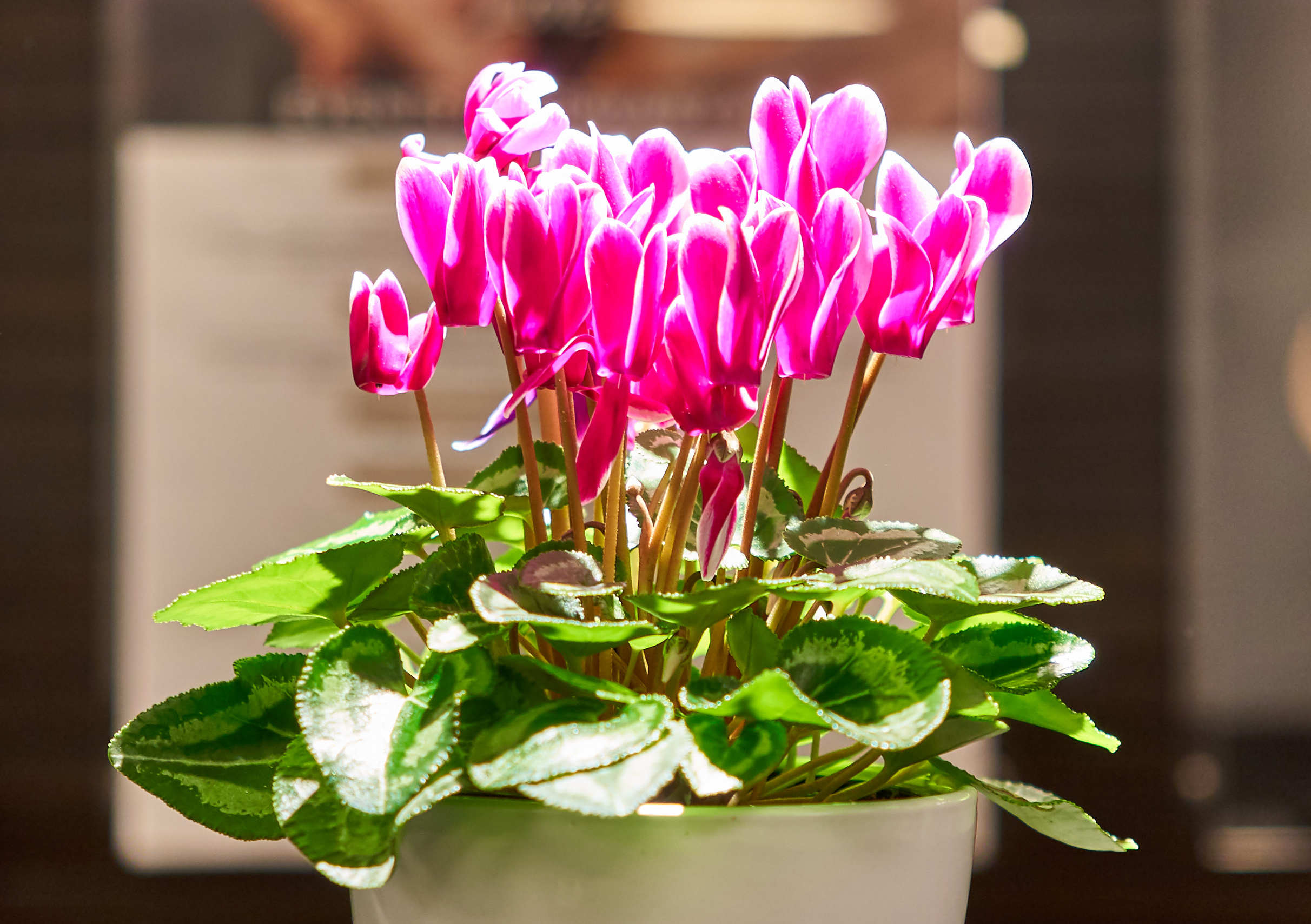
Cyclaam op tafel

### Bloeiende planten
Planten die door hun kleurrijke of in andere opzichten opvallende bloeiwijze opvallen zijn: aronskelk, azalea, begonia, bromelia's, cyclaam, flamingoplant, kalanchoë, lepelplant, Medinilla magnifica, orchidee en paradijsvogelbloem. Deze planten worden in de handel bloeiende planten genoemd.

### Bladplanten

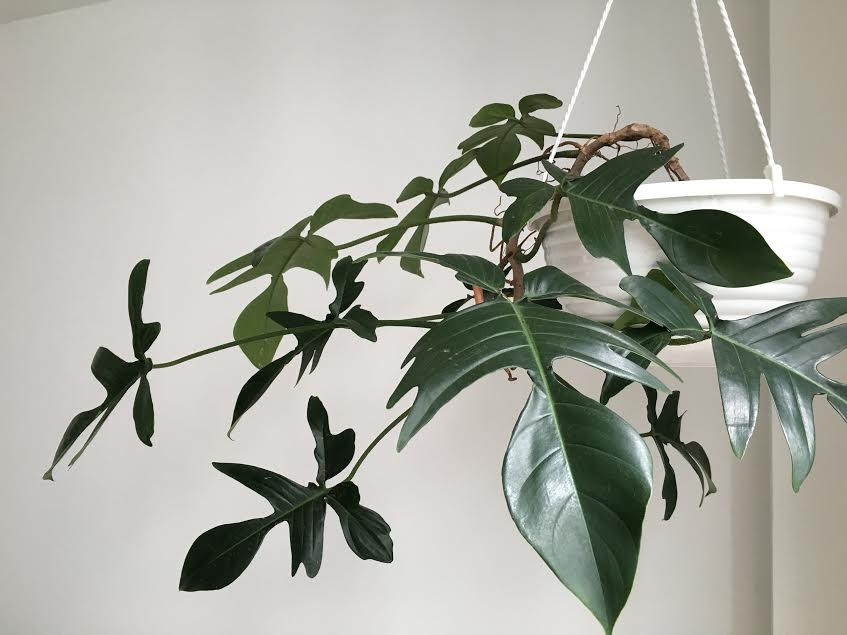
Philodendron pedatum als hangplant

Vanwege hun blad geliefde planten, in de handel vaak aangeduid als bladplanten, kenmerken zich door een opvallende bladvorm, -kleur of -tekening, zoals Aglaonema, Alocasia, banaan, Philodendron, bladbegonia, Calathea, drakenbloedboom, Dieffenbachia, Fatsia japonica, Ficus, gatenplant, Pachira aquatica, Chlorophytum comosum, Beaucarnea recurvata, pannekoekenplant (Pilea peperomoides), Scindapsus, Tradescantia, en Yucca.

### Palmen

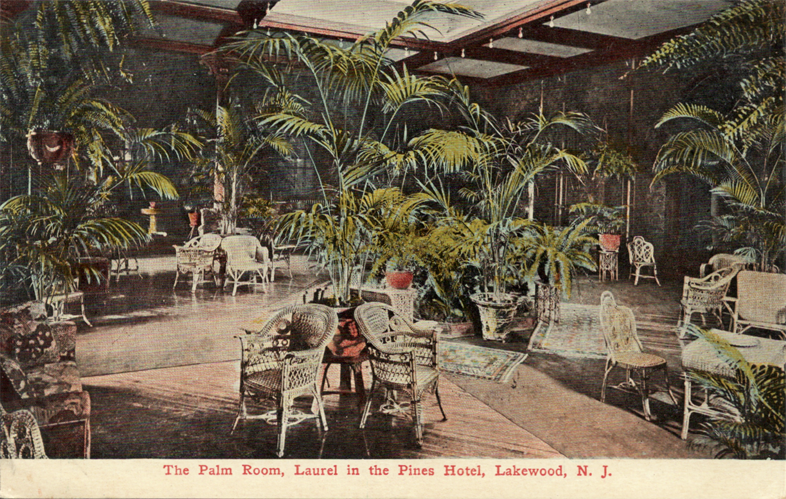
Palmenzaal in een hotel in New Jersey, begin 20ste eeuw

Palmen zijn populair omdat ze een exotische flair kunnen geven. Geliefd zijn: Areca lutescens, Canarische dadelpalm (Phoenix canariensis), Chamaedorea elegans, Dwergdadelpalm (Phoenix roebelenii), Europese dwergpalm (Chamaerops humilis), Howea forsteriana en Rhapis excelsa.

### Klim- en hangplanten
Veel plantensoorten vormen lange ranken. In veel gevallen kunnen deze zowel kruipen alsook klimmen of hangen. Bekend zijn: Epipremnum pinnatum, klimmende vingerplant (Fatshedera lizei), klimop (Hedera helix), Scindapsus en kamerwingerd (Cissus rotundifolia).

### Succulenten
Succulenten zijn dankbare kamerplanten, omdat ze met weinig water en verzorging uitkomen. Bekende soorten zijn: Euphorbia trigona, Aloë vera, Delosperma echinathum, Senecio rowleyanus, lidcactus (Schlumbergera), Crassula ovata, Kalanchoë beharensis, Euphorbia tirucalli, Rhipsalis cassutha, Dracaena trifasciata, Kalanchoe thyrsiflora, Zamioculcas, Haworthia fasciata en Aeonium arboreum

### Cactussen

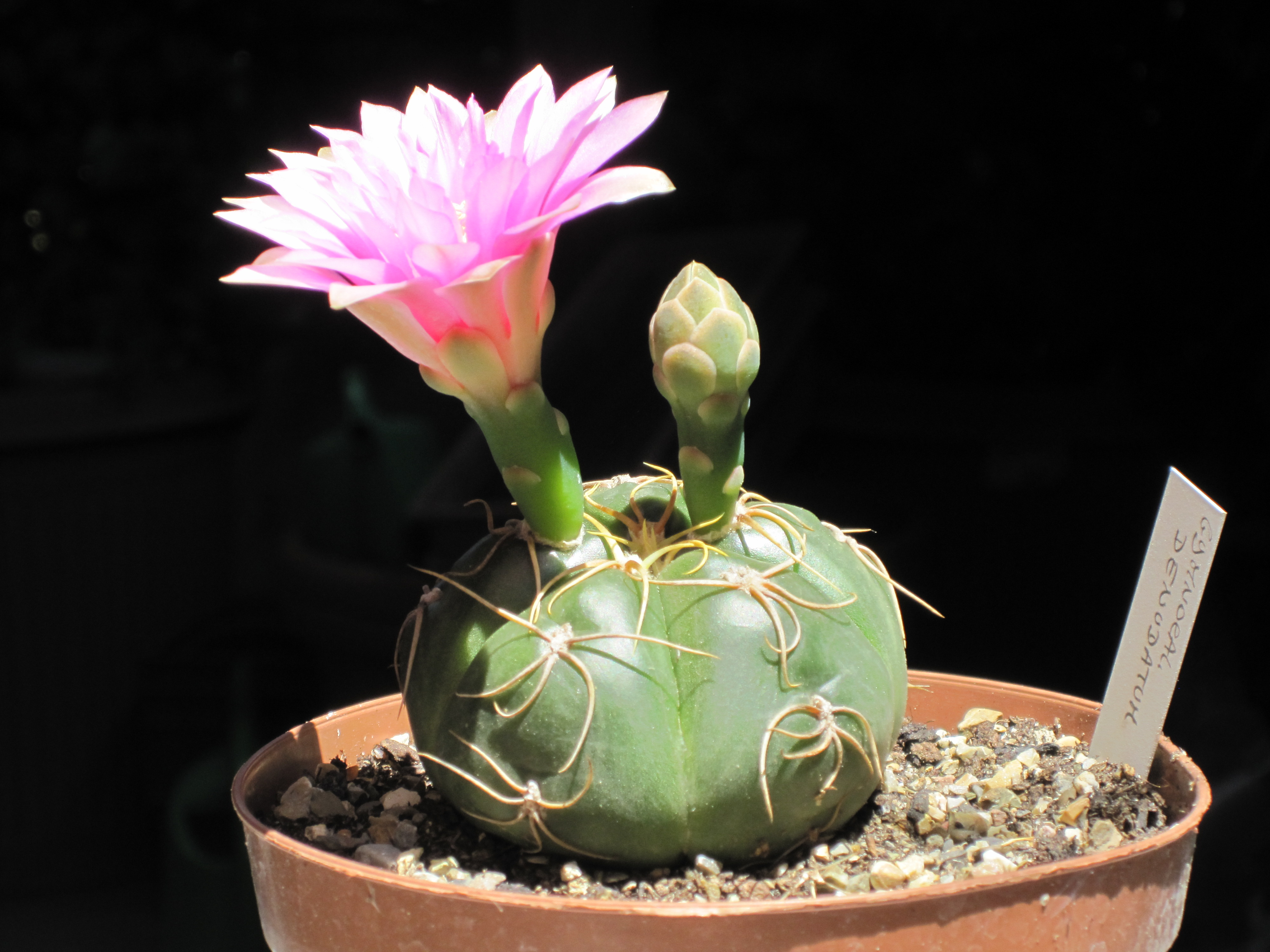
Bloeiende Gymnocalycium denudatum

De uit Zuid-, Midden- en Noord-Amerika stammende planten zijn onderhoudsvriendelijk. Ze komen met en zonder stekels voor met verschillende groeivormen. Voorbeelden zijn: Myrtillocactus geometrizans, Cereus peruvianus, Echinopsis, Espostoa guentheri, Gymnocalycium, Rhipsalis baccifera, Opuntia robusta, Opuntia microdasys, Echinocactus grusonii,  Cereus forbesii en Mammillaria.

## Verzorging
De meeste kamerplanten zijn onder veel andere planten uitverkoren vanwege de aanpassing aan de lucht- en lichtsituatie in een huis. Voor een optimale verzorging moet rekening gehouden worden met lichtexpositie, ruimte, bodem, voeding, waterbehoefte en zo nodig ondersteuning.
De verzorgingsadviezen, die vaak bij aankoop van planten op kaartjes vermeld zijn, zijn gebaseerd op de ervaring van kwekers. Vanaf 2015 bestaan voor in Nederland verkochte planten uniforme en vereenvoudigde symbolen. Voorbeelden zijn:

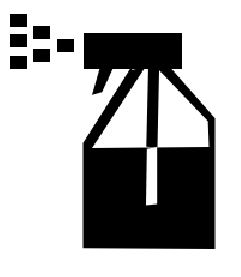
Sproeien
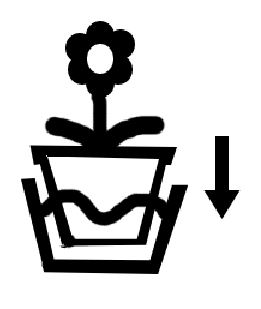
Dompelen
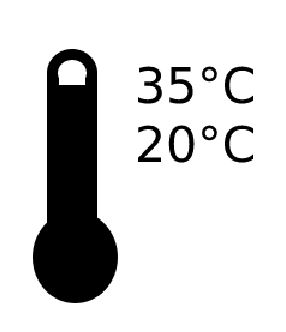
Voorliefde voor hogere temperaturen

### Plaats in huis
In de zomer hebben sommige (schaduw)planten het moeilijk bij felle zonnestraling, terwijl woestijn- en halfwoestijplanten daar goed gedijen, zoals leden van de cactusfamilie, Euphorbia, Aloe, Agave, paradijsvogelbloem (Strelitzia reginae), Aeonium en andere vetplanten. In de winter hebben veel kamerplanten het moeilijk door gebrek aan daglicht en door de droge lucht, zeker als die afkomstig zijn uit vochtige tropische regenwouden en nevelwouden zoals Anthurium, Philodendron en Heliconia.
Sterke kamerplanten die al sinds het einde van de negentiende eeuw tegen minder gunstige omstandigheden in huis bestand blijken, zijn onder andere Livistona en Howea-palm. Soorten als de Chinese schermpalm (Livistona chinensis) en Howea forsteriana zijn langdurig goed bestand tegen een huiskamerklimaat.
Sommige kamerplanten zoals Fatsia japonica en Camellia japonica worden ook als tuinplant gebruikt. Ze kunnen vorst verdragen.

### Bodem

#### Substraat
Voor het merendeel van de kamerplanten wordt gebruik gemaakt van potgrond, een verzamelnaam voor substraten die zich kenmerken door een gering gewicht. Een hoofdbestanddeel hiervan is veen, dat als organisch materiaal in staat is veel water op te slaan. De structuur van de grond kan veranderd worden door het bijmengen van zand, kokosvezels, boomschors en compost en speelt een grote rol bij de beworteling. De zuurtegraad, vooral van zure veenhoudende grond, kan door het toevoegen van kalk gereguleerd worden.
Orchideeën hebben een extreem luchtig substraat nodig, dat hoofdzakelijk uit dennenschors bestaat.
Voor cactussen en vetplanten wordt, overeenkomstig de natuurlijke leefomgeving, een grond op mineraalbasis gebruikt. Hierbij genieten stoffen van vulkanische oorsprong de voorkeur, zoals perliet.

#### Verpotten

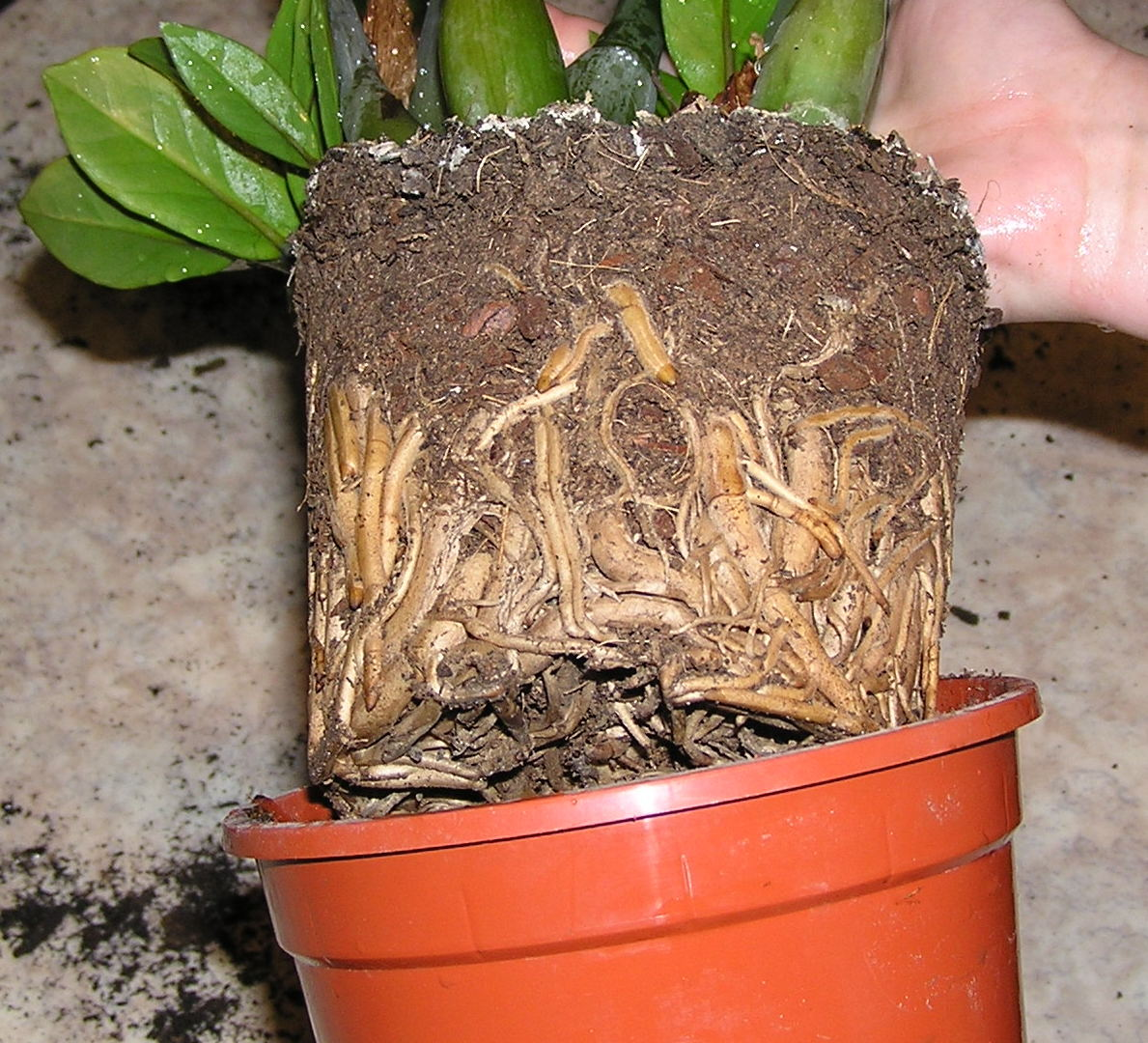
Kluit van een Zamioculcas voor het verpotten

Omdat een bloempot de ruimte voor de wortels beperkt, kan bij een groeiende plant de pot op den duur te klein worden. Bij het om- of verpotten wordt een nieuwe pot met een grotere doorsnede genomen en de lege ruimte om de kluit heen met een passend substraat opgevuld.

#### Hydrocultuur
Een bijzondere kweekmethode bij kamerplanten is de hydrocultuur, die in de jaren 60 en 70 populair geworden is. Hierbij bestaat het substraat niet uit aarde, maar uit geëxpandeerde kleikorrels. Door de capillaire werking verdeelt zich het met voedingsstoffen verrijkte water tussen de korrels en het wortelsystem. Vooral in kantoren wordt hydrocultuur veel toegepast, omdat de verzorging weinig arbeidsintensief is.

### Voeding
Omdat de voedingsstoffen in potgrond slechts voor enkele maanden volstaan, is voor de meeste planten een regelmatige bemesting nodig. Plantenvoeding bestaat uit hoofdvoedingselementen en spoorelementen:
- Hoofdvoedingselementen zijn kalium, fosfor, stikstof en in mindere mate zwavel, calcium en magnesium.
- Spoorelementen zijn ijzer, mangaan, koper, zink en andere stoffen. Zij zijn meestal in voldoende concentratie in potgrond aanwezig.

De voeding kan toegediend worden in de vorm van een geconcentreerde vloeistof uit de handel, die met het gietwater verdund wordt. Ook het mesten met afval (bananenschillen, eierschalen, as, koffieprut, theeblaadjes of aquariumwater) is mogelijk. Dierlijke mest is ongebruikelijk.

### Bewatering

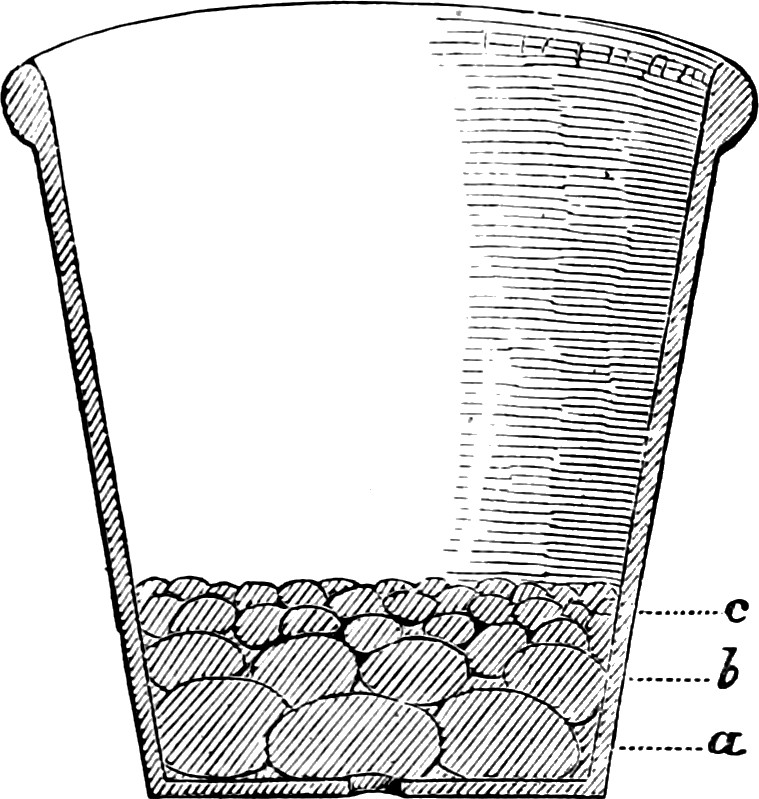
Drainagelaag in een binnenpot

Nagenoeg alle kamerplanten, met uitzondering van bijv. Tillandsia's, nemen water over de wortels op. De waterbehoefte wisselt echter en is afhankelijk van onder meer:
- Ecologie - overeenkomstig de waterverzorging in de natuurlijke habitat en de daaraan aangepaste fysiologie
- Vorm (grootte, wortels en gebladerte) - grote en bladerrijke planten hebben meer water nodig
- Seizoen - veel planten gedijen beter als ze in de winter nauwelijks (cactussen) of duidelijk minder water krijgen

Methoden zijn:
- Gieten op de kluit - de gebruikelijkste manier
- Dompelen - sommige planten vereisen een compleet doordrenken van de kluit, ongeveer 10 minuten lang met afdruipen daarna
- Sproeien - vooral bij bepaalde orchideeën, vetplanten en Tillandsia's, meestal met kalkvrij water

Om waterretentie te vermijden bestaan verschillende technische constructies. Bij een binnenpot met vlakke bodem is het gebruikelijk onder de aarde een laag grind of potscherven aan te leggen.

### Problemen bij verzorging, plaaginsecten en schimmels
De conditie van kamerplanten neemt af bij te veel of te weinig water, te lage relatieve luchtvochtigheid en gebrek aan daglicht. Ook vormen insecten als wolluis, bladluis, schildluis, trips, varenrouwmug en witte vlieg en schimmels als meeldauw en grauwe schimmel (Botrytis) een bedreiging voor kamerplanten. Wie geen chemische bestrijdingsmiddelen wil gebruiken, kan aangetaste kamerplanten in de zomer in de tuin of op het balkon laten herstellen. Insecten en vogels kunnen zich daar voeden met ongewenste insecten op de kamerplanten.

## Kamerplanten en menselijke gezondheid

### Psychologische effecten
Vanaf de jaren 90 is het aantal onderzoekingen naar de werking van kamerplanten op de menselijke psyche sterk toegenomen. Een systematische analyse van kwalitatief hoogwaardige onderzoekingen door Han en Ruan uit 2019 vond bewijzen dat planten in woon- of werkruimtes positieve emoties versterken en negatieve afzwakken. Deze werking treedt al op bij aanwezigheid van kleine of middelgrote planten over een tijdspanne van 20 minuten, vooral wanneer deze minder dan drie meter van een persoon verwijderd zijn.

### Luchtreiniging
Kamerplanten spelen geen relevante rol bij het reinigen van lucht in een woonkamer. De bewering dat bepaalde planten dit wel zouden doen, gaat meestal terug op een publicatie van de NASA, die de eliminatie van trichloorethyleen en formaldehyde door planten in een hermetisch afgesloten ruimte onderzocht had. Een analyse van alle onderzoekingen op dit gebied uit 2020 kwam echter tot de conclusie dat voor het omzetten van de experimentele setting in een alledaagse omgeving 10 tot 1000 planten per m2 nodig zouden zijn.

### Zuurstofproductie
Het belang van kamerplanten voor de zuurstofvoorziening is evenmin erg groot. Voor de volledige voorziening in de zuurstofbehoefte van één mens is namelijk de biomassa van 500 m2 dicht beplant bos nodig. Dienovereenkomstig is de zuurstofproductie van planten in een normaal grote kamer praktisch verwaarloosbaar.